# USA:s marindepartement
USA:s marindepartement (Department of the Navy, förkortat DON) är sedan 1949 ett av de tre militärdepartementen inom USA:s försvarsdepartement. 
Marindepartementet bildades den 30 april 1798 och i det ingår organisatoriskt alla förband och enheter i USA:s flotta (USN) och USA:s marinkår (USMC).

## Ledning och organisation
Marindepartementet leds av marinministern, en civil ämbetsman som utnämns av USA:s president med senatens råd och samtycke. Marinministern är underställd försvarsministern som har både det administrativa och det operativa ansvaret för USA:s väpnade styrkor (bortsett från kustbevakningen som ingår i inrikessäkerhetsdepartementet, men som kan överföras till marinen i krigstid eller när presidenten så beordrar). 
Marinministern biträds dels av en annan civilist, understatssekreteraren (engelska: Under Secretary of the Navy), samt yrkesmilitärt av chefen för USA:s flotta samt marinkårskommendanten, som båda även representerar sitt vapenslag i Joint Chiefs of Staff. Ledningen för marindepartementet finns i Pentagon i Arlington, Virginia.
För budgetåret 2019 hade marindepartementet en budget på 194,1 miljarder US Dollar.